# Petar Đurković
Petar (Pero) M. Đurković (serbisch-kyrillisch Петар Ђурковић; * 20. Februar 1908 in Trnova bei Ugljevik, Bosnien und Herzegowina unter österreichischer Herrschaft; † 5. Januar 1981 in Belgrad, Jugoslawien) war ein jugoslawischer Astronom, Direktor der Sternwarte Belgrad und Entdecker von zwei Asteroiden.
Der am 15. September 1941 entdeckte Asteroid (1555) Dejan ist nach seinem Sohn benannt.

## Leben
Đurković besuchte die weiterführende Schule in Bijeljina und studierte an der Philosophischen Fakultät der Universität Belgrad (Abteilung Mathematik). 1932 erlangte er seinen Abschluss und begann im gleichen Jahr eine wissenschaftliche Tätigkeit an der Sternwarte Belgrad, wo er unter anderem an der Berechnung von Ephemeriden beteiligt war. 1935/1936 besuchte er für neun Monate die Königliche Sternwarte von Belgien in Uccle/Ukkel und vertiefte dort seine Kenntnisse über die Beobachtung von Kometen. Daneben widmete er in sich der Vorkriegszeit der Identifizierung und Beobachtung von Kleinplaneten und der Berechnung ihrer Umlaufbahn.
Von 1941 bis 1945 war Đurković in deutscher Kriegsgefangenschaft. Danach kehrte er nach Belgrad zurück und half beim Wiederaufbau der beschädigten Sternwarte. Er führte Beobachtungen mit dem Passageninstrument und dem Zenitteleskop durch und war 1947 Mitorganisator des Breitendienstes der Sternwarte Belgrad. Đurković erlangte Verdienste insbesondere auf dem Gebiet der Doppelsterne, für deren Beobachtung er ab 1950 eine spezielle Abteilung am Observatorium einrichtete und diese fortan verwaltete. Bei seinen zahlreichen Beobachtungen entdeckte er unter anderem zehn Doppelsternpaare. Er beschäftigte sich auch mit theoretischen Fragen dieses Fachgebiets und gehörte der Kommission für Doppelsterne der Internationalen Astronomischen Union an. Von 1965 bis 1971 leitete er als Direktor die Sternwarte Belgrad.

## Entdeckungen
| Asteroid            | Asteroidentyp                          | Entdeckungsdatum | Provisorische Bezeichnung(en)                                                    |
| ------------------- | -------------------------------------- | ---------------- | -------------------------------------------------------------------------------- |
| (1605) Milankovitch | Äußerer Asteroidengürtel (Eos-Familie) | 13. April 1936   | 1936 GA; 1925 DC; 1931 KB; 1938 ST; 1941 FA; 1946 FF; 1949 UC1; 1968 KP; A907 UB |
| (1700) Zvezdara     | Innerer Asteroidengürtel               | 26. August 1940  | 1940 QC; 1929 PM; 1951 SB; 1951 SO; 1955 XP; 1962 WJ                             |